# STBD1
STBD1 (англ. Starch binding domain 1) – білок, який кодується однойменним геном, розташованим у людей на 4-й хромосомі. Довжина поліпептидного ланцюга білка становить 358 амінокислот, а молекулярна маса — 39 007.
| 10         |  | 20         |  | 30         |  | 40         |  | 50         |
| ---------- |  | ---------- |  | ---------- |  | ---------- |  | ---------- |
| MGAVWSALLV |  | GGGLAGALFV |  | WLLRGGPGDT |  | GKDGDAEQEK |  | DAPLGGAAIP |
| GGHQSGSSGL |  | SPGPSGQELV |  | TKPEHLQESN |  | GHLISKTKDL |  | GKLQAASWRL |
| QNPSREVCDN |  | SREHVPSGQF |  | PDTEAPATSE |  | TSNSRSYSEV |  | SRNESLESPM |
| GEWGFQKGQE |  | ISAKAATCFA |  | EKLPSSNLLK |  | NRAKEEMSLS |  | DLNSQDRVDH |
| EEWEMVPRHS |  | SWGDVGVGGS |  | LKAPVLNLNQ |  | GMDNGRSTLV |  | EARGQQVHGK |
| MERVAVMPAG |  | SQQVSVRFQV |  | HYVTSTDVQF |  | IAVTGDHECL |  | GRWNTYIPLH |
| YNKDGFWSHS |  | IFLPADTVVE |  | WKFVLVENGG |  | VTRWEECSNR |  | FLETGHEDKV |
| VHAWWGIH   |  |            |  |            |  |            |  |            |

A: Аланін

C: Цистеїн

D: Аспарагінова кислота

E: Глутамінова кислота

F: Фенілаланін

G: Гліцин

H: Гістидин

I: Ізолейцин

K: Лізин

L: Лейцин

M: Метіонін

N: Аспарагін

P: Пролін

Q: Глутамін

R: Аргінін

S: Серин

T: Треонін

V: Валін

W: Триптофан

Кодований геном білок за функцією належить до фосфопротеїнів. 
Задіяний у таких біологічних процесах, як автофагія, вуглеводний обмін, метаболізм глікогену. 
Локалізований у мембрані, ендоплазматичному ретикулумі.